# Dödliga flammor
Dödliga flammor (originaltitel: El cuerpo en llamas) är en spansk biografisk dramaserie från 2023 som hade premiär på strömningstjänsten Netflix den 8 september 2023. Första säsongen består av åtta avsnitt. Serien är baserad på verkliga händelser.

## Handling
Serien utspelar sig år 2017 i Barcelona. När en polis hittas mördad och kroppen bränd misstänks två andra poliser för dådet: flickvännen och hennes älskare.

## Rollista (i urval)
- Úrsula Corberó – Rosa
- Eva Llorach – Ester
- Quim Gutiérrez – Albert
- Raúl Prieto – Manu
- Isak Férriz – Javi
- José Manuel Poga – Pedro
- Guiomar Caiado – Sofía